# Angelika Dünhaupt
Angelika Dünhaupt (ur. 22 grudnia 1946 w Hahnenklee) – zachodnioniemiecka saneczkarka, medalistka igrzysk olimpijskich oraz mistrzostw Europy.
Na igrzyskach startowała jeden raz. W 1968 zdobyła brązowy medal. W swoim dorobku ma również brąz mistrzostw Europy wywalczony w 1967.

## Osiągnięcia

### Igrzyska olimpijskie
| Rok  | Miejsce  | Jedynki |
| ---- | -------- | ------- |
| 1968 | Grenoble | 3.      |